# Jan Kropidło
Jan Kropidło (1360 o 1364 – 3 marzo 1421) è stato un arcivescovo cattolico polacco vissuto nella seconda metà del Trecento e il primo ventennio del Quattrocento.
Primogenito del duca Bolko III di Strzelce e di sua moglie Anna, Jan ricevette il titolo di duca di Strzelce (condiviso dal 1382 al 1396 con i suoi fratelli) e di duca di Opole (condiviso dal 1396 con i suoi fratelli, sia pur solo formalmente). Il percorso che preferì compiere riguardò infatti l'ambito ecclesiastico, poiché Jan fu nominato nell'ordine vescovo di Poznań (1382-1384), vescovo di Cuiavia (1384-1389), arcivescovo di Gniezno (1389-1394), vescovo di Kamień (1394-1398), vescovo di Chełmno (1398-1402), e infine nuovamente vescovo di Cuiavia dal 1402 fino alla morte.

## Biografia
Jan era il primo figlio del duca Bolko III di Strzelce da sua moglie Anna, che probabilmente era figlia del duca Giovanni I di Oświęcim. La coppia ebbe quattro figli e una figlia. Sebbene Jan fosse il maggiore dei quattro fratelli maschi, per ragioni sconosciute fu destinato alla carriera ecclesiastica fin dai primi anni di vita. Suo zio, il duca Ladislao II di Opole, divenne tutore dei fratelli minori alla morte del padre nel 1382 e i quattro fratelli ereditarono tutti il ducato di Strzelce come co-regnanti.
Nel 1379 Jan, ancora adolescente, fu nominato prevosto della capitolare di Spiš (nel nord dell'Ungheria, poi ceduta in pegno alla Polonia), evento che gli procurò cospicue entrate. La sua rapida ascesa ecclesiastica fu in gran parte dovuta al sostegno del potente zio Ladislao. Nonostante ricoprisse al contempo alcuni incarichi, Jan riuscì comunque a studiare anche legge e teologia a Praga e Bologna.
Nel 1382 Jan tornò in Polonia, dove, grazie al sostegno del re Luigi I, fu nominato vescovo di Poznań. Jan preservò questa carica solo due anni, perché nel 1384 ricevette il più influente titolo vescovado di Cuiavia. Nel 1388, la morte dell'arcivescovo Bodzanta diede a Jan l'opportunità di ottenere una posizione politicamente più importante, ovvero il ruolo di arcivescovo di Gniezno. Nonostante il consenso papale, tuttavia, Jan non assunse mai completamente il titolo e i beni dell'arcivescovado. L'obiezione decisiva fu mossa dal nuovo re polacco, Ladislao II Jagellone, che era coinvolto in un'aspra disputa con lo zio di Jan, Ladislao, e non voleva accettare la nomina del nipote del suo nemico alla carica più importante della Chiesa di Polonia. Infatti, ciò avrebbe posto il sovrano polacco in una posizione rischiosa. A nulla valse la circostanza che Jan non fornì inizialmente alcun appoggio allo zio contro il re. La disputa per l'arcivescovado durò fino al 1394, quando Jan, non riuscendo a ottenere il riconoscimento del re, si dimise definitivamente. Si trattò della fase più travagliata vissuta nella sua vita da Jan, e la destituzione incise pesantemente sulle sue finanze.
Poco dopo, Jan ottenne la carica di vescovo di Kamień. Le entrate della diocesi erano scarse e quindi chiese al papa il diritto di incamerare le entrate del vescovado di Poznań. Anche in questo caso, l'opposizione del re Ladislao II gli impedì di ottenere i ricchi benefici. Nel 1398, Jan fu nominato vescovo di Chełmno (Culm), la cui provincia ecclesiastica di sviluppava interamente all'interno dello Stato monastico dei Cavalieri Teutonici. Nel 1399 Jan tornò in Polonia, ma a Kalisz fu fermato dai sostenitori del re Ladislao II, che lo costrinsero a prestare giuramento di fedeltà.
Ladislao di Opole morì nel 1401, evento che permise una completa riconciliazione tra Jan e il monarca polacco. La sua morte conferì a Jan anche il titolo di duca di Opole, assieme ai due fratelli superstiti, malgrado gli oneri derivanti dal titolo furono sopperiti soltanto dal fratello Bolko IV di Opole.
In quel frangente, le ambizioni di Jan si concentrarono sul recupero del titolo di vescovo di Cuiavia, obiettivo raggiunto nel 1402. Egli preservò questa carica fino alla morte. Rivestire la carica di vescovo di Cuiavia non si rivelò un compiuto facile, soprattutto perché la diocesi si trovava al centro delle dispute tra l'Ordine teutonico e il Regno di Polonia, in particolare su chi fosse l'autorità politica sulla diocesi di Pomerania e di Danzica (nella sostanza, si trattava di una comunità sottoposta al vescovado di Cuiavia). Questo conflitto rese quasi impossibile esercitare la propria attività per Jan, che si dimostrò così sempre più disposto a collaborare con la Polonia; la sua visione politica divenne concreta nel 1410, durante la guerra polacco-lituano-teutonica, quando grazie alla mediazione del vescovo di Danzica si prodigò per rendere omaggio al re polacco.

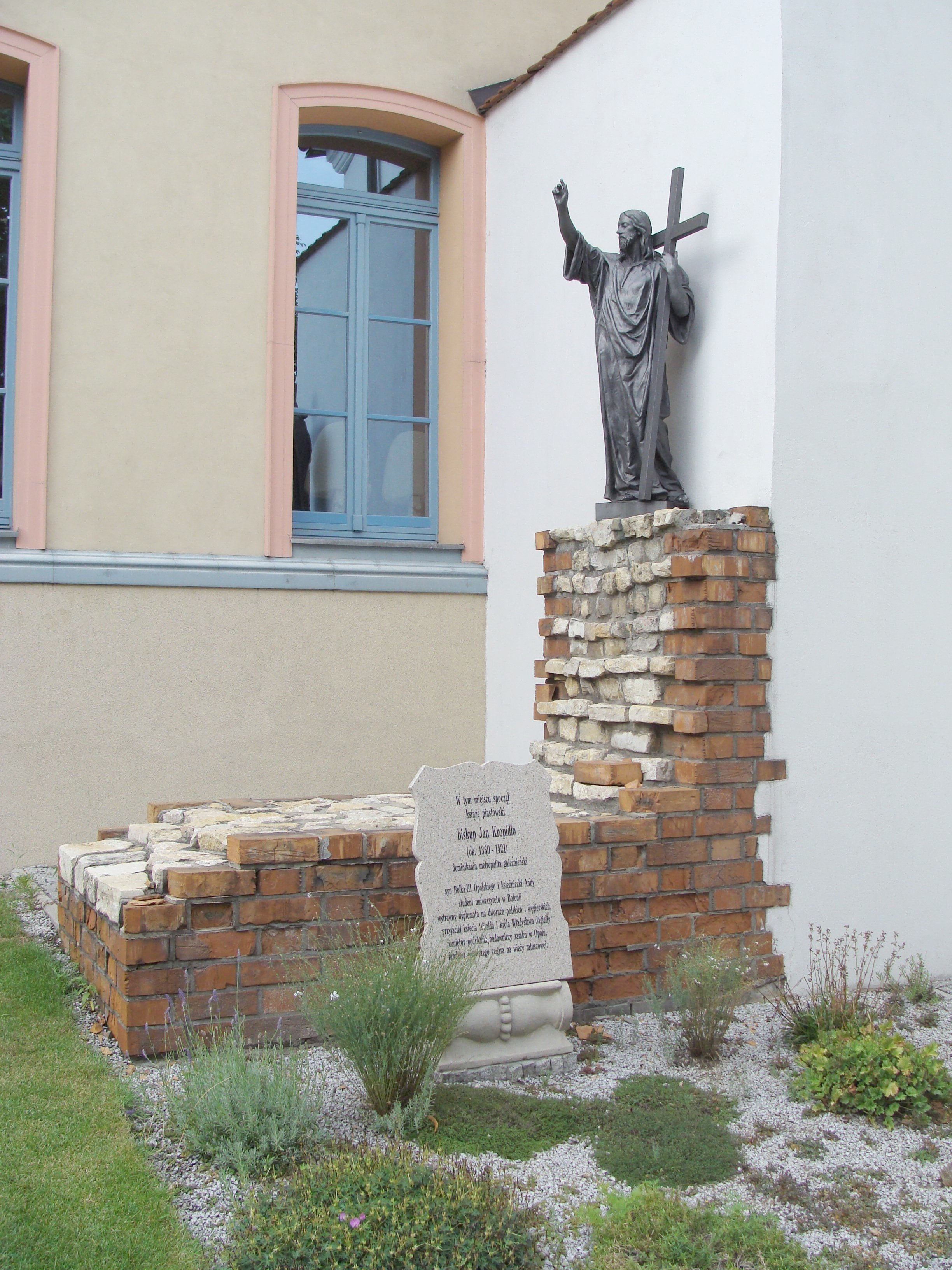
La tomba di Jan Kropidło a Opole

La decisione di Jan di rimanere dalla parte polacca ebbe gravi conseguenze per lui: nel 1411 fu imprigionato dai cittadini di Breslavia, che erano sudditi del Regno di Boemia e che in questo modo potevano neutralizzare le attività del vescovo. Jan riacquistò la libertà dopo tre mesi grazie all'intervento personale di Sigismondo di Lussemburgo, re d'Ungheria e Sacro Romano imperatore. La città di Breslavia fu costretta a un'umiliante cerimonia di scuse. In generale, i rapporti tra Jan e la Casa di Lussemburgo furono buoni e grazie a ciò il vescovo ottenne come nuove entrate l'abbazia di Szekszárd e all'abbazia di Pannonhalma (entrambe situate in Ungheria). Jan fu uno dei firmatari dell'Unione di Horodło stipulata tra Polonia e Granducato di Lituania il 2 ottobre 1413.
Nel 1415-1417 Jan partecipò al Concilio di Costanza, che pose fine alla cosiddetta "controversia dei tre papi" e quindi allo Scisma d'Occidente della Chiesa cattolica. Durante il concilio, l'Ordine teutonico garantì l'inviolabilità del vescovado di Danzica e della Pomerania, circostanza che permise a Jan, grazie all'influenza della Curia e al sostegno della delegazione polacca, di ottenere benefici dal punto di vista politico ed economico. Gli fu inoltre possibile assistere alla punizione del vescovo di Breslavia, che aveva illegittimamente imprigionato Jan qualche anno prima. In veste di vescovo di Włocławek, Jan si rivelò un ottimo ecclesiastico e le entrate del vescovado aumentarono notevolmente. Egli elevò anche la categoria della sua diocesi, dopo aver ordinato la costruzione di una sontuosa cattedrale.
Per tutta la vita, e nonostante la sua carriera ecclesiastica, Jan utilizzò sempre il suo titolo laico, ovvero dapprima "Jan, duca di Strzelce" e poi "Jan, duca di Opole". In seguito, tuttavia, si fece chiamare "Jan Kropidło", anche se non è certa l'origine di questa denominazione. Secondo una teoria accademica, "Kropidło" vuol dire "aspergillum" (aspersorio), uno strumento usato per aspergere l'acqua santa e una chiara allusione alla sua carriera ecclesiastica. In alternativa, Jan potrebbe aver ricevuto tale soprannome per via della sua folta capigliatura.
Dopo la morte della sua prima moglie nel 1418, il granduca di Lituania Vitoldo sposò sua nipote Julijona, figlia di Jonas Alšėniškis, un amico di lunga data del sovrano baltico. A causa del rapporto di consanguineità tra i due, il vescovo di Vilnius non si dichiarò disponibile a celebrare la cerimonia senza una dispensa papale; tuttavia, forse Jan Kropidło non appose lo stesso veto e celebrò ugualmente le nozze il 13 novembre 1418.
Jan morì il 3 marzo 1421 a Opole e fu sepolto nella chiesa domenicana del luogo. Nel suo testamento lasciò una considerevole somma di denaro alla città di Opole.